# Pałac w Żarskiej Wsi
Pałac w Żarskiej Wsi – zabytkowy pałac  w miejscowości  Żarska Wieś, w Polsce, w województwie dolnośląskim, w powiecie zgorzeleckim, w gminie Zgorzelec.

## Historia
Pałac w Żarskiej Wsi został wzniesiony w 1740 r. przez Hansa Bartholomeusa von Gehler, być może z wykorzystaniem fragmentów istniejącego wcześniej w tym miejscu dworu. W XIX wieku obiekt został przebudowany, dodano wówczas ryzalit i klatkę schodową. W ostatnich miesiącach II wojny światowej w pałacu ukrywano bezcenne zbiory rzeźb i obrazów średniowiecznych. Przechowywano tu także 17 tys. książek z tzw. Biblioteki Milicha z Görlitz. W latach 1945–1989 budynek był użytkowany przez miejscowy  PGR i został w tym czasie zdewastowany. Od 1989 r.  budowla nie była użytkowana i popadła w ruinę. Obecnie pałac jest własnością prywatną, jego stan jednak nie zmienił się.

## Architektura
Pałac jest budowlą wzniesioną na planie prostokąta, ma dwie kondygnacje i sześciokondygnacyjną wieżę dostawioną od strony parku. Od strony dziedzińca gospodarczego znajdują się trzy ryzality, boczne są prostokątne, a środkowy jest ośmioboczny. Dachy są czterospadowe, a wieża nakryta jest dachem hełmowym w prześwitem. Prostokątne okna ujęto w opaski, a portale mają wykroje koszowe. Nad środkowym portalem, w przyziemiu wieży widnieje tablica fundacyjna z datą budowy i nazwiskiem właściciela. Elewacje zostały podzielone lizenami i gzymsem międzypiętrowym.

Dziedziniec otoczony jest zniszczonymi zabudowaniami gospodarczymi i mieszkalnymi pochodzącymi z XIX wieku. Za pałacem znajduje się rozległy park krajobrazowy pochodzący z XVIII i XIX wieku ze stawem, skałkami i drewnianą kaplicą cmentarną pochodzącą z około 1920 roku. 